# Bell X1
I Bell X1 sono un gruppo musicale rock irlandese attivo dal 2000 e originario di Dublino.

## Storia del gruppo
Il gruppo si è formato tra il 1999 ed il 2000 dopo l'uscita di Damien Rice dagli Juniper. Gli altri membri del gruppo irlandese hanno trovato come cantante Paul Noonan e hanno dato vita al progetto Bell X1.
La band ha debuttato nel 2000 con Neither I Am, album uscito soltanto in Irlanda per la Polygram.
Il successo arriva nel 2005 col terzo album Flock, disco che ha raggiunto il primo posto nella classifica della IRMA e che viene pubblicato tempo dopo anche negli Stati Uniti.
In Irlanda il gruppo diventa tra i più apprezzati dal vivo nell'ambito del rock dopo gli U2. A tal proposito, nel giugno 2007 è stato pubblicato Tour De Flock, un CD/DVD registrato proprio in patria, al Point Theatre di Dublino nel dicembre 2006. Il quarto album è uscito nel febbraio 2009, mentre il quinto nell'aprile 2011. 
Hanno raggiunto, a partire dal terzo disco, costantemente le prime posizioni delle classifiche di vendita in Irlanda.

## Formazione
Gruppo
- Paul Noonan - voce, chitarra, percussioni, batteria, kazoo
- David Geraghty - chitarra, banjo, piano, cori, voce
- Dominic Philips - basso, cori

Collaboratori live
- Bill Blackmore - corni
- Marc Aubele - chitarra, tastiere
- Rory Doyle - batteria

Ex membri
- Brian Crosby - chitarra, tastiere, cori (1999-2008)
- Tim O'Dononovan - batteria

## Discografia
Album in studio
- 2000 - Neither Am I
- 2003 - Music in Mouth
- 2005 - Flock
- 2009 - Blue Lights on the Runway
- 2011 - Bloodless Coup
- 2013 - Chop Chop

Altri lavori
- 2007 - Tour De Flock (live)
- 2012 - Field Recordings